# Fethi Alpay
Fethi Alpay (* 1966 in Eskisehir) ist ein türkischer Generalmajor der Luftwaffe und Pilot. Seit 2014 ist er Kommandeur der türkischen Luftwaffenakademie.

## Leben
Nach dem Schulbesuch in seiner Heimatstadt trat er in die türkischen Luftstreitkräfte ein. 1987 gradierte er von der Luftwaffenakademie in Istanbul. Danach wurde er in der Türkei und den USA als Jetpilot ausgebildet und verschieden verwendet. Er besuchte das Air War College in Istanbul und war im Hauptquartier der Luftstreitkräfte tätig. Nach weiteren Verwendungen wurde er 2011 zum Brigadegeneral befördert und sodann Militärattaché an der türkischen Botschaft Washington, D.C. Es folgten weitere Stationen. 2014 wurde der Generalmajor Kommandeur der Türkischen Luftwaffenakademie in Istanbul. Er absolvierte als Pilot ca. 4.000 Flugstunden.
Im Zuge des Putschversuchs in der Türkei 2016 wurde er laut türkischen Medienberichten in Gewahrsam genommen.
Er ist verheiratet und Vater von zwei Kindern.